# Ilyograpsus daviei
Ilyograpsus daviei is een krabbensoort uit de familie van de Macrophthalmidae. De wetenschappelijke naam van de soort is voor het eerst geldig gepubliceerd in 2008 door Komai & Wada.